# Hoelbeek
Hoelbeek (Limburgs: Hulbèk) is een dorp in het zuiden (Haspengouw) van de Belgische provincie Limburg en een deelgemeente van de stad Bilzen-Hoeselt, het was een zelfstandige gemeente tot aan de gemeentelijke herindeling van 1977, daarna werd het gefuseerd met Bilzen. Hoelbeek is qua inwoners de kleinste deelgemeente van Bilzen.
De bodem bestaat uit zand en leem en is voor ongeveer 30% bebost. Verder is er ook nog akkerbouw en grasland. Het dorp is lange tijd een landbouwdorp gebleven maar heeft zich in de laatste decennia van de 20e eeuw meer en meer als woondorp ontwikkeld.

## Etymologie
Hoelbeek werd voor het eerst vermeld in 1178 onder de naam Hulobeken waarbij het woord hulo staat voor diepte of dal, en baki voor beek, dus feitelijk: diepenbeek.

## Geschiedenis
In 1974 werd, op Ketelveld aan de Maastrichterstraat, een Romeinse tumulus gevonden. In 1178 was Hoelbeek een Loons leen. Vanaf de 14e eeuw werd het een onderdeel van een grotere heerlijkheid, die vanuit de burcht van Jonckholt bestuurd werd. In 1795 bij de vorming van de gemeenten werd Hoelbeek een zelfstandige gemeente.
Vanouds behoorde Hoelbeek gedeeltelijk tot de parochie Eigenbilzen, en gedeeltelijk tot de parochie Waltwilder. Pas in 1934 werd Hoelbeek een zelfstandige parochie.
In 1977 werd de gemeente Hoelbeek opgeheven en kwam deze bij Bilzen.

## Demografische ontwikkeling
- Bronnen:NIS, Opm:1831 tot en met 1970=volkstellingen; 1976 = inwoneraantal op 31 december

## Bezienswaardigheden
- De ruïne van Jonckholt : een ruïne van een versterkte burcht die in de 14e eeuw werd opgericht op funderingen van een 11e-eeuwse omgrachte, versterkte nederzetting. De burchtmuren zijn tot ongeveer een meter hoogte terug opgebouwd. Opmerkelijk is de aarden wal met dubbele slotgracht. Deze omwalling werd aangelegd in de 16de eeuw na de opkomst van buskruit en kanonnen. Het geschut kon op die manier niet rechtstreeks de één meter dikke stenen muur treffen. De ingangspoort werd dwars op de aarden wal aangebracht. In de aarden wal waren op de vier hoeken ronde bastions met geschut. De omwalling en grachten zijn nu nog steeds duidelijk zichtbaar.
- De Sint-Adrianuskerk uit 1926
- Kasteel Groenendaal. In de onmiddellijke omgeving, op het grondgebied van de gemeente Waltwilder, ligt het kasteel Groenendaal verborgen in de bossen. Het kasteel was vroeger via een dreef verbonden met de burchtruïne van Jonckholt.
- Op het gehucht het Heyken ten noorden van de dorpskom vinden we de Kapel Geheim Leger van de weerstand tegen de Duitse bezetter uit 1944-45. In het Munsterbos verschuilden de weerstanders uit de Tweede Wereldoorlog zich tijdens de oorlogsjaren.

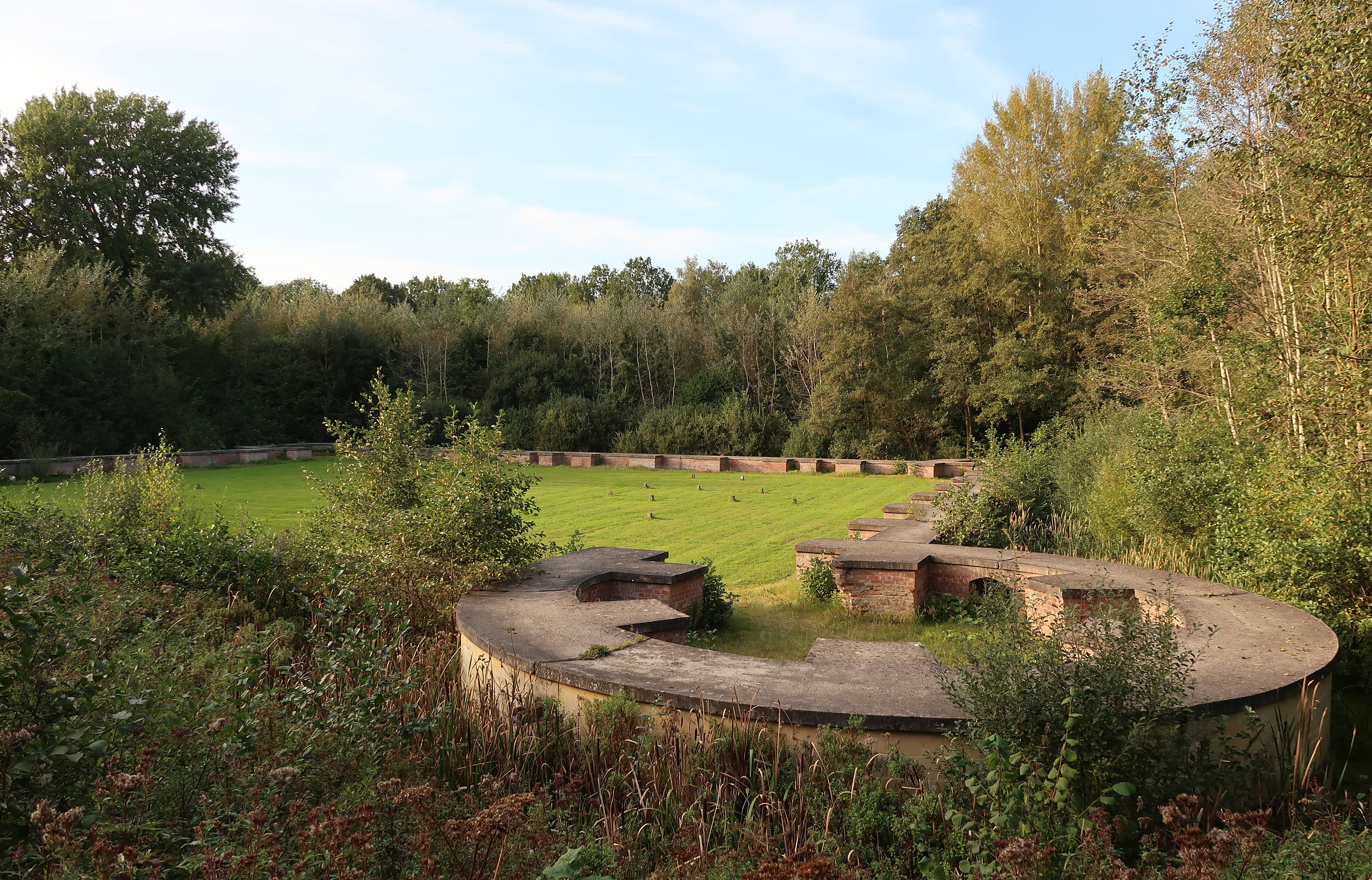
Ruïne van Jonckholt
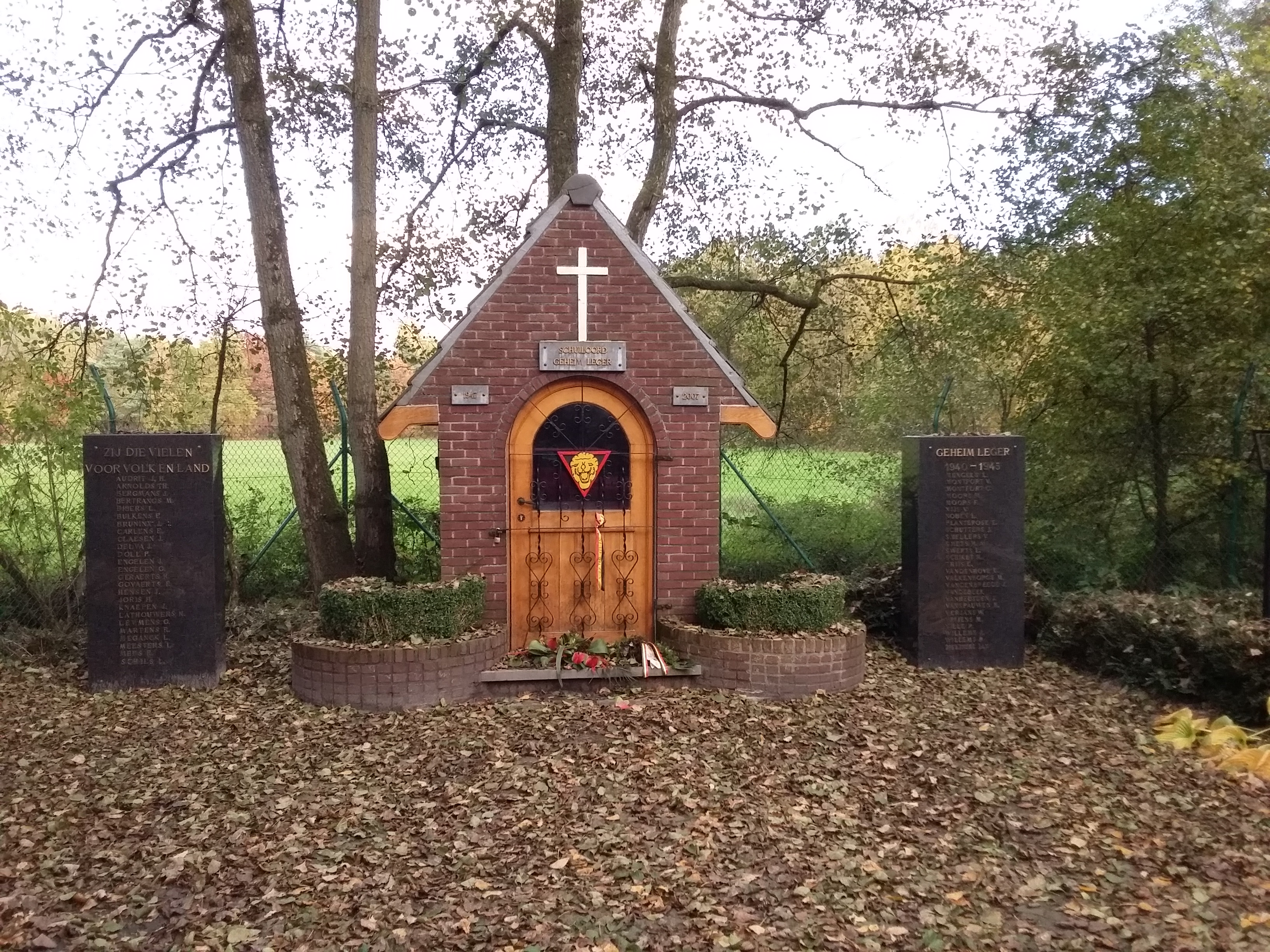
Kapel Geheim Leger

## Natuur en landschap
Hoelbeek ligt in Vochtig-Haspengouw op een hoogte van ongeveer 70 meter, en de Meersbeek heeft haar bron iets ten zuiden van het dorp. Hoelbeek was en is een landbouwdorp zonder noemenswaardige industrie. Ten noorden van de kom liggen de bossen en landgoederen van Kasteel Jonckholt en Kasteel Groenendaal.

## Nabijgelegen kernen
Eigenbilzen, Mopertingen, Waltwilder